# Starý vodní mlýn (Český Těšín)
Starý vodní mlýn stál v Českém Těšíně na Ostravské ulici nedaleko od Střední zemědělské školy. Byl postaven na řece Olši v druhé polovině 19. století a je zobrazen na mapách II. vojenského mapování. Jeho vlastníci se v té době často střídali.
V roce 1920 působil na mlýně mlynář Andrzej Glajcar. V dalším období byl mlýn přestavěn na válcový a byl nazýván Mlyn walcowy.
Ústřední potravinářské sdružení pro Slezsko v Lazích vlastnilo mlýn v roce 1930. Po druhé světové válce byla činnost zastavena, budova byla zrekonstruována na obytný dům moderního vzhledu. Jeho původní funkci připomíná strouha na levé straně domu, pozůstatek někdejšího mlýnského náhonu.

## Galerie

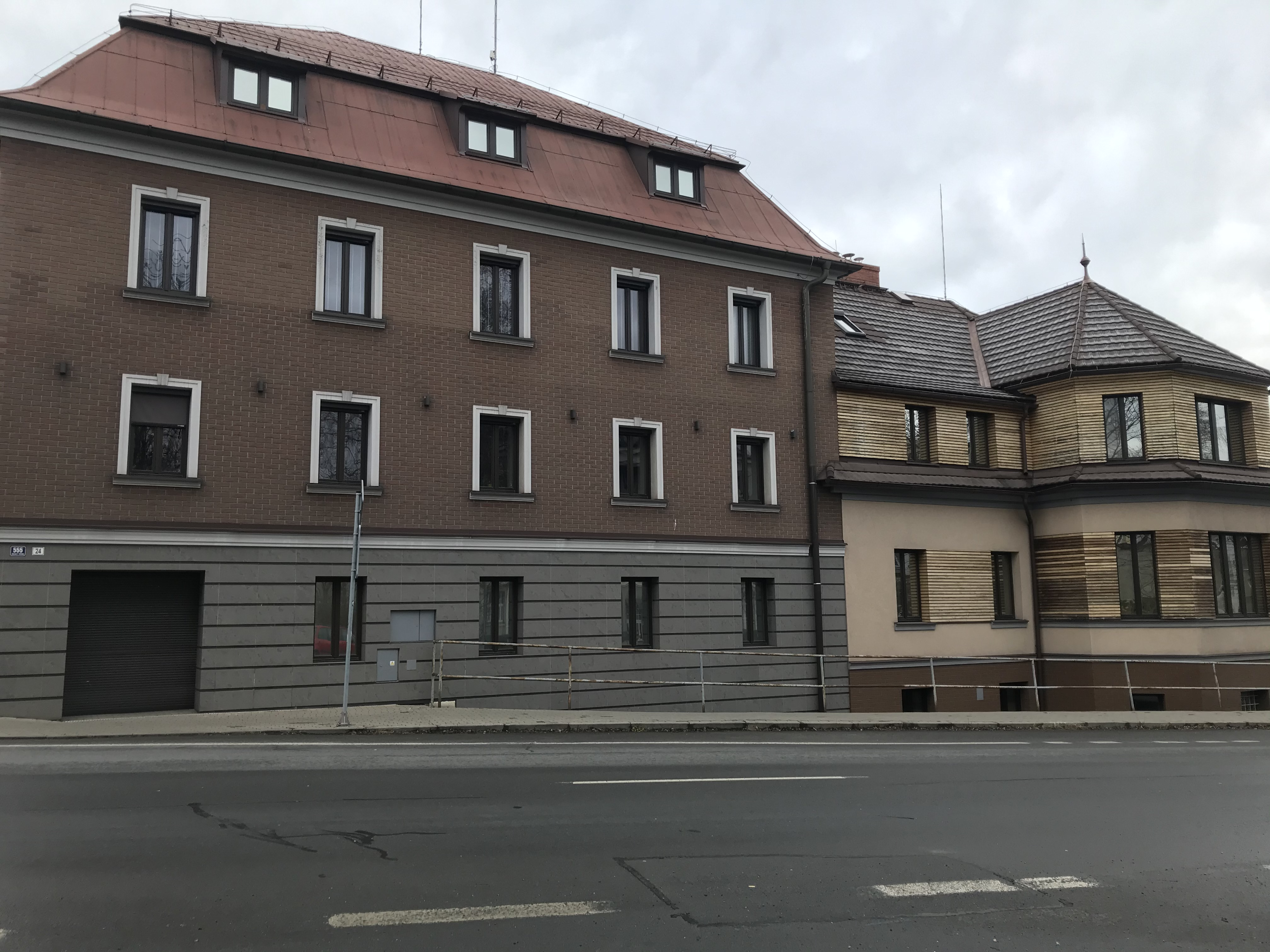
Starý mlýn
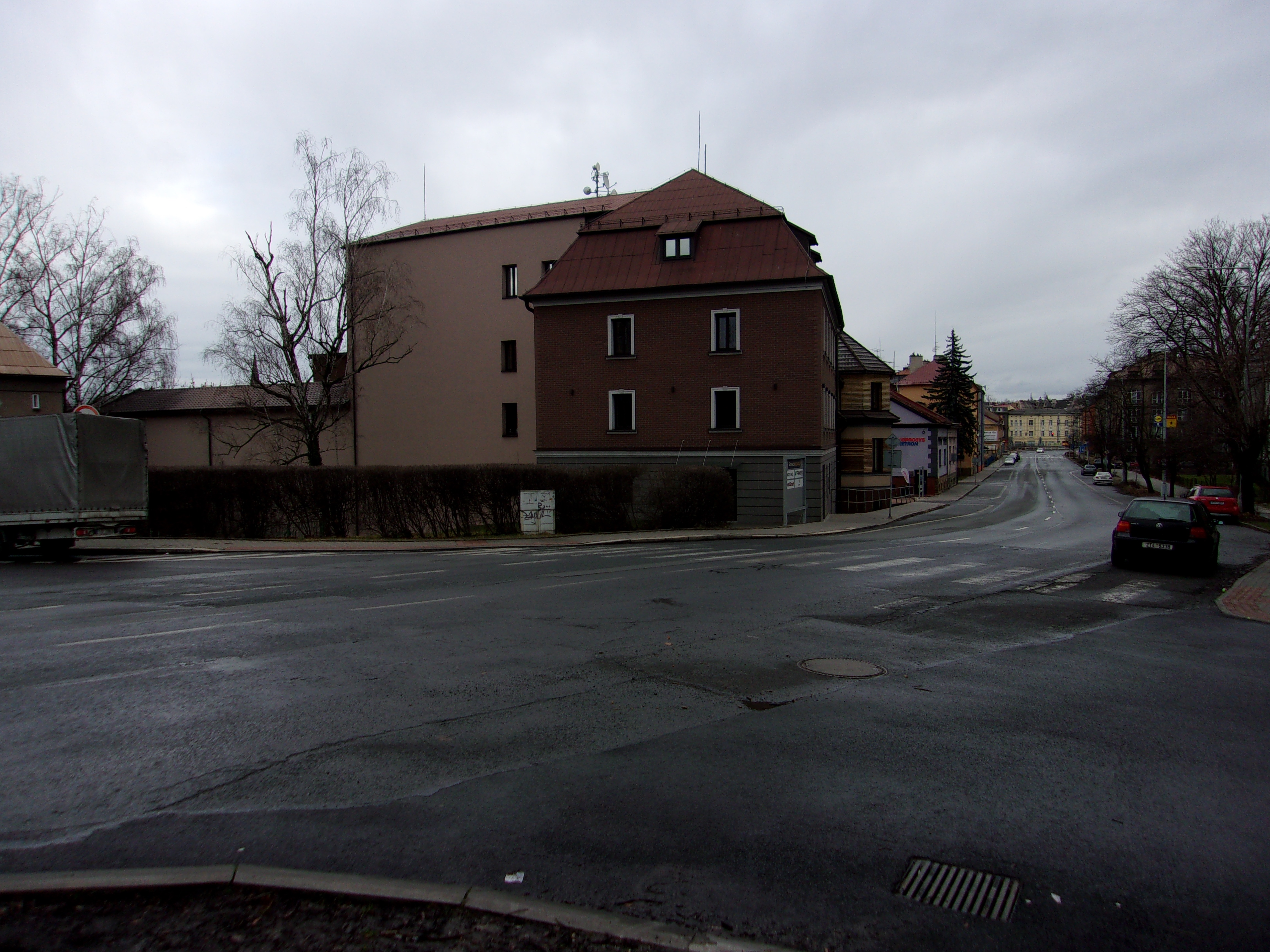
Starý mlýn, boční pohled